# Micorizzazione
La micorizzazione, in agricoltura e in orticoltura, è una tecnica di coltivazione che consiste nel far attaccare l'apparato radicale della pianta di ortaggio da funghi non patogeni che creano con essa una situazione di simbiosi con apporto di scambio reciproco: il fungo trae dall'apparato radicale dell'ortaggio sostanze nutrienti, mentre la pianta riceve dal fungo acqua e sostanze minerali che ne favoriscono l'accrescimento.
Il complesso simbiotico pianta-fungo che viene a crearsi è detto micorriza.
Questa tecnica viene anche sperimentata per incrementare la produzione di tartufi e trattamenti di biorisanamento del terreno.